# Glenlyon Dam
Glenlyon Dam är en sjö i Australien. Den ligger i delstaten Queensland, omkring 230 kilometer sydväst om delstatshuvudstaden Brisbane. Glenlyon Dam ligger 373 meter över havet.
I omgivningarna runt Glenlyon Dam växer huvudsakligen savannskog. Trakten runt Glenlyon Dam är nära nog obefolkad, med mindre än två invånare per kvadratkilometer. Genomsnittlig årsnederbörd är 1 013 millimeter. Den regnigaste månaden är januari, med i genomsnitt 176 mm nederbörd, och den torraste är oktober, med 37 mm nederbörd.